# 아난다마이드
N-아라키도노일 에탄올아민(N-arachidonoylethanolamine) 또는 AEA로도 알려진 아난다마이드(Anandamide)는 필수 오메가-6 지방산인 에이코사테트라에노산(eicosatetraenoic acid 또는 아라키돈산)의 비산화대사에서 유래된 지방산 신경전달물질이다. 

## 합성 및 분해
다중 경로에 의해 N-아라키도노일 포스파티딜에탄올아민(N-arachidonoyl phosphatidylethanolamine)으로부터 합성된다. 이것은 주로 아난다마이드를 에탄올아민(Ethanolamine) 및 아라키돈산으로 전환시키는 지방산 아미드 가수분해효소(FAAH)에 의해 분해된다. 따라서, FAAH의 억제제는 증가된 아난다마이드를 일정 수준으로 유지하는 치료 용도로 고려되고 있다.

## 어원
이름은 "즐거움, 기쁨, 행복" 및 아마이드를 의미하는 산스크리트어(Sanskrit) 'ananda'에서 따온 것이다.

## 연구 및 생산
검은 후추에는 아난다마이드 재흡수 억제제인 알칼로이드 기니신이 포함되어 있다. 따라서 아난다마이드의 생리적 효과를 증가시킬 수 있다.
아난다마이드의 저용량 섭취는 불안 완화 효과가 있지만 생쥐 뇌수액에 직접 주입된 고용량 섭취는 괴사가 아닌 체외에서 명백한 세포 사망 (프로그래밍된 세포 사망)를 보인다. 이는 동일한 상황에서 뉴런 성장을 보여주는 체내 및 체외에서 수행된 또 다른 연구와 모순된다.
한 스코틀랜드 여성의 FAAH 유전자에 희귀한 유전적 돌연변이가 생겨 아난다마이드 수치가 높아져 불안에 면역이 되고 두려움을 경험할 수 없고 통증에 둔감하다고 보고되었다. 통각 저하로 인한 잦은 화상과 상처는 일반인보다 빨리 치유되었다. AEA 의 생산자 중 하나는 Cofttek로, 중국에 본사를 둔 제약 회사이다.

## 같이 보기
- N-아라키도노일 도파민(N-Arachidonoyl dopamine)
- 2-AG